# Teorema di Birkhoff (relatività)
Nella relatività generale, il teorema di Birkhoff afferma che ogni soluzione a simmetria sferica delle equazioni di campo nel vuoto deve essere stazionaria e asintoticamente piatta. Questo significa che la soluzione esterna deve essere data dalla metrica di Schwarzschild.
Il teorema fu dimostrato nel 1923 da George Birkhoff (autore dell'ancora più famoso teorema di Birkhoff, il teorema ergodico che si trova al fondamento della teoria ergodica). Tuttavia, Stanley Deser ha precisato che il risultato era stato pubblicato due anni prima da un fisico norvegese poco conosciuto, Jørg Tofte Jebsen.

## Fondamento intuitivo
L'idea intuitiva del teorema di Birkhoff è che un campo gravitazionale a simmetria sferica dovrebbe essere prodotto all'origine da qualche oggetto solido / compatto; se ci fosse altrove un'altra concentrazione di massa-energia, altrimenti, ciò disturberebbe la simmetria sferica, così possiamo prevedere la soluzione per rappresentare un oggetto isolato. Cioè il campo dovrebbe sparire alle grandi distanze, che è (parzialmente) quello che si intende con la soluzione è asintoticamente stabile. Pertanto questa parte del teorema è proprio quello che ci aspetteremmo dal fatto che la relatività generale si riduce alla gravitazione di Newton nel termine di Newton.

## Implicazioni
La conclusione che il campo più esterno debba anche essere stazionario è più sorprendente, e ha una conseguenza interessante. Supponiamo di avere una stella di una certa massa a simmetria sferica, che sta subendo pulsazioni sferiche. Allora il teorema di Birkhoff afferma che l'aspetto geometrico deve essere descritto dallo spazio-tempo di Karl Schwarzschild; il solo effetto della pulsazione è di cambiare la posizione della superficie stellare. Questo significa che una stella pulsante sferica non può emettere onde gravitazionali.

## Fraintendimenti usuali
Un fraintendimento comune del teorema di Birkhoff è che, per involucri sottili a simmetria sferica, la soluzione interna debba corrispondere alla metrica di Minkowski, cioè che in altre parole, il campo gravitazionale debba sparire dentro un involucro a simmetria sferica. Quindi tale affermazione risulta non veritiera come anche dimostrato in https://arxiv.org/abs/1203.4428.

## Generalizzazioni
Il teorema di Birkhoff può essere generalizzato: ogni soluzione a simmetria sferica di un equazioni di campo di Einstein/Maxwell deve essere stazionario e asintoticamente stabile, così l'aspetto geometrico di una stella carica a simmetria sferica deve essere dato dalla soluzione di Reissner-Nordström nello spazio vuoto.